# IC 530
IC 530 је спирална галаксија у сазвјежђу Рак која се налази на листи објеката дубоког неба у Индекс каталогу.
Деклинација објекта је + 11° 53' 10" а ректасцензија 9h 15m 17,1s. Привидна величина (магнитуда) објекта IC 530 износи 13,3 а фотографска магнитуда 14,1. Налази се на удаљености од 84,7 милиона парсека од Сунца. IC 530 је још познат и под ознакама UGC 4880, MCG 2-24-3, CGCG 62-10, KARA 319, IRAS 09125+1205, PGC 26101.